# SuperISSSTE
SuperISSSTE es una cadena de supermercados, propiedad del Instituto de Seguridad y Servicios Sociales de los Trabajadores del Estado (ISSSTE), y de parte del Gobierno Federal de México, fundada en 1953, originalmente sólo funcionaba como prestación social de los trabajadores del estado, en los últimos años contó con una crisis económica, debido al mal manejo financiero y al desabasto por parte del Gobierno, principalmente debido al desvío de recursos millonarios y a la corrupción de diversos directivos de la empresa.

## Historia y actualidad
Las tiendas SuperISSSTE fueron abiertas en 1953 por el Instituto de Seguridad y Servicios Sociales de los Trabajadores del Estado (ISSSTE), sólo para trabajadores y servidores del mismo gubernamental como beneficio, no se fundó con este nombre, sino con el nombre de Super Tienda ISSSTE con el logo de dicho instituto.
A partir del terremoto de 1985 causado en la Ciudad de México, las tiendas ISSSTE se implementaron a todos las entidades de México, luego de la emergencia se convirtieron en la ayuda de las familias damnificadas por el sismo, así se abrieron a todo público bajo el nombre SuperISSSTE.

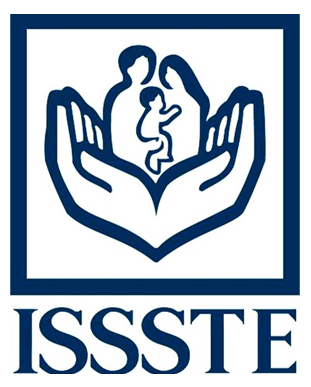
Antiguo logotipo del ISSSTE.

Debido a lo anterior, llegaron a funcionar un total de 336 tiendas, junto con farmacias (ISSSTE Farmacias) en las 32 entidades federativas de México hasta alcanzar una cantidad máxima de 375 tiendas durante el lapso de 2008, dicha la primera cantidad de sucursales, en 2015 el Gobierno de México y el ISSSTE dejan en abandono más de un centenar de sucursales, debido al gran desabasto que se vivía en las tiendas.
En 2010 la sucursal ubicada en la alcaldía Cuauhtémoc, Ciudad de México fue convertida a una tienda Chedraui.
En 2016 algunas sucursales fueron cambiadas de imagen al entonces modelo de Gobierno del entonces presidente de México Enrique Peña Nieto, siendo reabastecidas.
En marzo de 2019 SuperISSSTE informa que hará un cambio de imagen en las sucursales que aún quedan, además de vender en diferentes estilos de tienda como minisuper y camionetas sus diferentes productos de consumo. El 27 de septiembre del mismo año se inaugura la primera tienda del ISSSTE en las oficinas del SAT (Servicio de Asistencia Técnica), por el director de tiendas ISSSTE Roberto Revilla Ostos. El 24 de noviembre se firma un acuerdo junto con el titular del Banco del Bienestar, comandado por Rabindranath Salazar Solorio, junto con el director general del ISSSTE, Luis Antonio Ramírez Pineda y el dueño de las tiendas SUPERISSSTE Roberto Revilla Ostos firmaron un acuerdo para instalar sucursales del Banco del Bienestar en tiendas SuperISSSTE.
La fecha del 17 de marzo de 2020 es inaugurada la tienda número 70, ubicada en la Unidad habitacional "Centro Urbano Presidente Alemán", en la Ciudad de México. El 6 de abril del mismo año firma convenio la Secretaría de Desarrollo Económico (SEDECO) Y SUPERISSSTE principalmente para impulsar a 72 provedores locales en diferentes sucursales, además de cambiar de imagen en la mayoría de las sucursales. El 30 de agosto Revilla Ostos y la directora del Instituto Nacional de las Personas Adultas Mayores (INAPAM) Elsa Julita Veites Arévalo firmaron un acuerdo para el beneficio de las personas de la tercera edad, dicho sucedió en la ubicación Vértiz en Ciudad de México.
El 19 de enero de 2022 el presidente de México, Andrés Manuel López Obrador informó en Palacio Nacional, que hará un subsidio a las tiendas del ISSSTE, debido al gran abandonado de las mismas y al desabasto, así como a los beneficios de los trabajadores. Durante el mes de mayo de 2023, el Gobierno de México vende algunas tiendas del ISSSTE debido a los “trazos de corrupción” por parte de diferentes directivos del supermercado.
En enero de 2024 SuperISSSTE cambia su estilo de tienda, para reducir los gastos y ofrecer nuevos productos, principalmente de marcas comerciales que puedan ofrecerse en las sucursales, además de permanecer sus 55 ubicaciones activas.
Actualmente ofrecen servicio alrededor de 15 sucursales en Ciudad de México y algunas ciudades.

## Desaparición de sucursales
Desde el año 2015, las tiendas han sufrido una severa crisis económica, debido a la mala administración de parte del Gobierno Federal de México, así como desvíos multimillonarios, dejando demasiadas tiendas vacías, careciendo de diferentes productos en sus anaqueles.
Por lo que durante el mismo año, cerraron una cantidad de más de 100 tiendas SuperISSSTE de una cantidad aproximada de 200 sucursales a lo largo del país, sólo permaneciendo 70 ubicaciones.
En la ciudad de Guadalajara, Jalisco, las 9 de 11 tiendas SuperISSSTE fueron totalmente abandonada, debido al gran desabasto que sufrían las tiendas.
En el Istmo de Tehuantepec, específicamente en la ciudad de Juchitán, Oaxaca, permaneció la última sucursal de la zona con los anaqueles vacíos.
Desde 2014, la sucursal SuperISSSTE Cancún, en la Avenida Kabah, Cancún, Quintana Roo permaneció abandonada por mucho tiempo, dicho a esto, años posteriores se informó que el lugar ha estado vandalizado, lleno de basura, así como fueron encontrados frascos llenos de restos humanos.

## Últimas sucursales en existencia
En 2020 sólo operan alrededor de 50 sucursales SuperISSSTE, más 20 ubicaciones en zonas como Ciudad de México y Estado de México, así también como en entidades federativas como Guanajuato, Morelos y Guerrero. En el año 2022 contaba con 72 sucursales a lo largo del país.
En agosto de 2024 la sucursal 047 ubicada en Oaxaca se suprimio, por lo que dejó de operar, albergando ahora probablemente a la oficina en Oaxaca del Centro Federal de Conciliación y Registro Laboral.